# Yorkshire (Virginia)
Yorkshire es un lugar designado por el censo en el  condado de Prince William, Virginia  (Estados Unidos). Según el censo de 2010 tenía una población de 7.541 habitantes.

## Demografía
Según el censo del 2000, Yorkshire tenía 6.732 habitantes, 2.266 viviendas, y 1.663 familias. La densidad de población era de 1.096,7 habitantes por km².
De las 2.266 viviendas en un 41%  vivían niños de menos de 18 años, en un 52,5%  vivían parejas casadas, en un 12,8% mujeres solteras, y en un 26,6% no eran unidades familiares. En el 18,5% de las viviendas  vivían personas solas el 2,9% de las cuales correspondía a personas de 65 años o más que vivían solas. El número medio de personas viviendo en cada vivienda era de 2,97 y el número medio de personas que vivían en cada familia era de 3,32.
Por edades la población se repartía de la siguiente manera: un 29,1% tenía menos de 18 años, un 9,7% entre 18 y 24, un 38,9% entre 25 y 44, un 17,5% de 45 a 60 y un 4,8% 65 años o más.
La edad media era de 31 años.  Por cada 100 mujeres de 18 o más años  había 111,3 hombres.
La renta media por vivienda era de 52.301$ y la renta media por familia de 51.989$. Los hombres tenían una renta media de 37.854$ mientras que las mujeres 27.705$. La renta per cápita de la población era de 19.841$. En torno al 5,6% de las familias y el 7,3% de la población estaban por debajo del umbral de pobreza.

## Localidades adyacentes
El siguiente diagrama muestra a las localidades más próximas a Yorkshire.